# Simrat Kaour
 (août 2023).
La mise en forme du texte ne suit pas les recommandations de Wikipédia : il faut le « wikifier ».
Les points d'amélioration suivants sont les cas les plus fréquents. Le détail des points à revoir est peut-être précisé sur la page de discussion.
- Les titres sont pré-formatés par le logiciel. Ils ne sont ni en capitales, ni en gras.
- Le texte ne doit pas être écrit en capitales (les noms de famille non plus), ni en gras, ni en italique, ni en « petit »…
- Le gras n'est utilisé que pour surligner le titre de l'article dans l'introduction, une seule fois.
- L'italique est rarement utilisé : mots en langue étrangère, titres d'œuvres, noms de bateaux, etc.
- Les citations ne sont pas en italique mais en corps de texte normal. Elles sont entourées par des guillemets français : « et ».
- Les listes à puces sont à éviter, des paragraphes rédigés étant largement préférés. Les tableaux sont à réserver à la présentation de données structurées (résultats, etc.).
- Les appels de note de bas de page (petits chiffres en exposant, introduits par l'outil «  Source ») sont à placer entre la fin de phrase et le point final[comme ça].
- Les liens internes (vers d'autres articles de Wikipédia) sont à choisir avec parcimonie. Créez des liens vers des articles approfondissant le sujet. Les termes génériques sans rapport avec le sujet sont à éviter, ainsi que les répétitions de liens vers un même terme.
- Les liens externes sont à placer uniquement dans une section « Liens externes », à la fin de l'article. Ces liens sont à choisir avec parcimonie suivant les règles définies. Si un lien sert de source à l'article, son insertion dans le texte est à faire par les notes de bas de page.
- La présentation des références doit suivre les conventions bibliographiques. Il est recommandé d'utiliser les modèles {{Ouvrage}}, {{Chapitre}}, {{Article}}, {{Lien web}} et/ou {{Bibliographie}}. Le mode d'édition visuel peut mettre en forme automatiquement les références.
- Insérer une infobox (cadre d'informations à droite) n'est pas obligatoire pour parachever la mise en page.

Pour une aide détaillée, merci de consulter Aide:Wikification.
Si vous pensez que ces points ont été résolus, vous pouvez retirer ce bandeau et améliorer la mise en forme d'un autre article.
 (août 2023).
Simrat Kaur, née le 16 juillet 1997 à Bombay en Inde, est une actrice indienne ayant travaillé dans le cinéma en langue télougou et à Bollywood . Elle a commencé sa carrière en 2017 avec le film Prematho Mee Karthik .

## Biographie
Simrat Kaur est née le 16 juillet 1997 à Bombay, dans l'État du Maharashtra, où elle y a grandi dans une famille pendjabi . Elle obtient un diplôme après trois années d'études en informatique. Sa carrière d'actrice commence avec un rôle dans le film romantique télougou Prematho Mee Karthik (2017) réalisé par Rishi, où elle joue avec Kartikeya Gummakonda. En 2018, elle a joué dans Parichayam et Soni  . Elle a été choisie comme actrice principale du thriller romantique telugu Dirty Hari aux côtés de Shravan Reddy dans le version indienne de Match Point .
Elle a tourné dans des clips vidéos pendjabis de Himanth Sandhu, comme Burj Khalifa et Laara Lappa . En 2021, elle a participé à la chanson romantique Tere Bin Zindagi de Mika Singh. En 2022, elle a fait une courte apparition dans Bangarraju de Nagarjuna . En 2023, elle a joué le rôle de l'épouse d'Utkarsh Sharma et de la belle-fille de Sunny Deol dans Gadar 2, sorti le 11 août 2023 .

## Filmographie
| Année | Film                 | Rôle    | Langue   | Apparition | Réf.   |
| ----- | -------------------- | ------- | -------- | ---------- | ------ |
| 2017  | Prematho Mee Karthik | Anjali  | télougou | Début      | [ 4 ]  |
| 2018  | Parichayam           |         | télougou |            | [ 4 ]  |
| 2018  | Soni                 | Nishu   | hindi    |            | [ 4 ]  |
| 2020  | Sale Hari            | Jasmine | télougou |            | [ 10 ] |
| 2022  | Bangarraju           |         | télougou | Cameo      | [ 11 ] |
| 2023  | Gadar 2              | Muskaan | hindi    |            | [ 4 ]  |